# 瓢箪山稲荷神社
瓢箪山稲荷神社（ひょうたんやまいなりじんじゃ）は、大阪府東大阪市瓢箪山町にある神社。日本三稲荷（諸説あり）の一つであり、辻占総本社である。

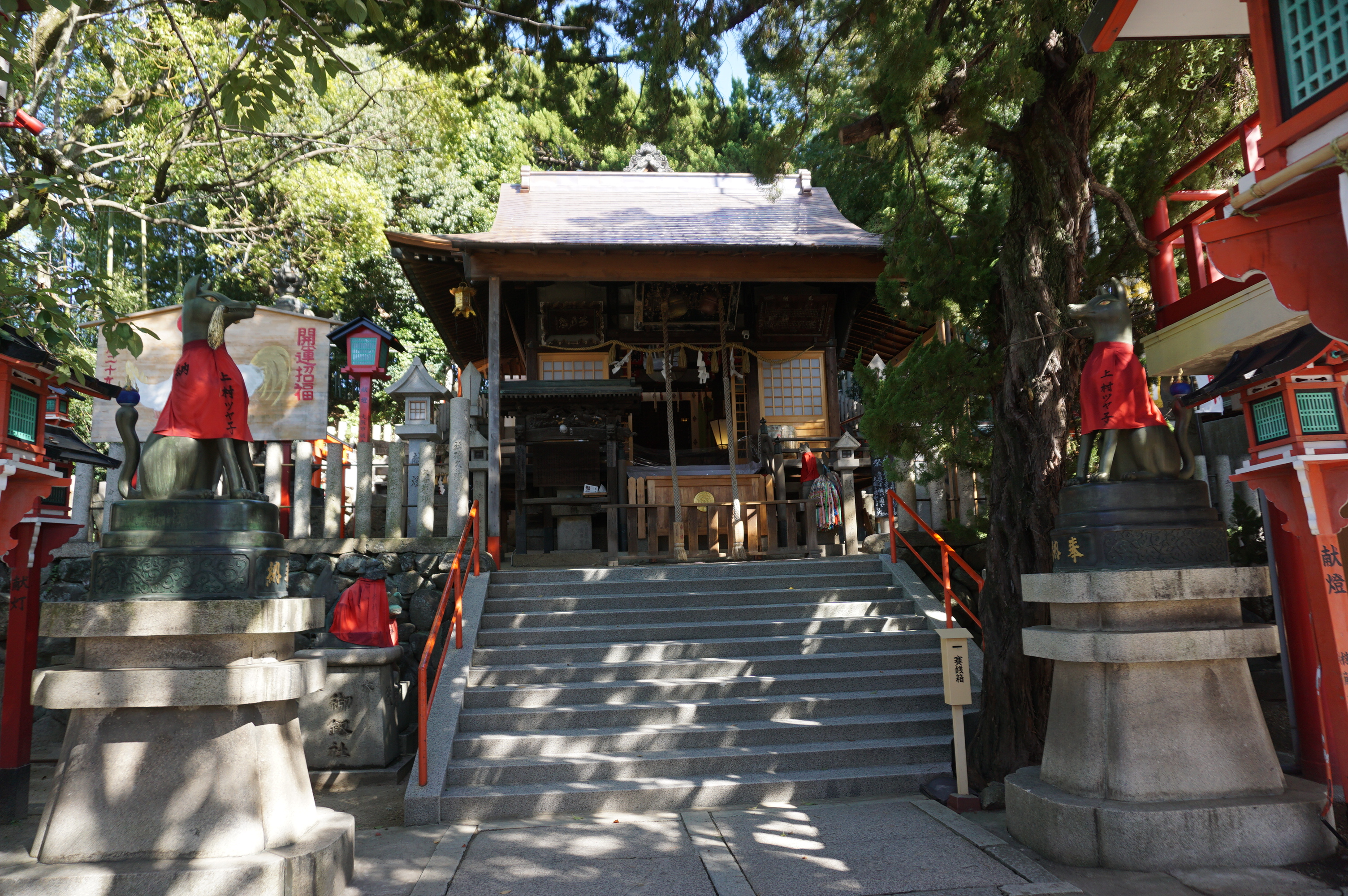
本殿と狛犬

## 歴史
創建は天正11年（1583年）。羽柴秀吉が大坂城築城にあたり、巽の方（大坂城の南東）三里の地に鎮護神として伏見城から「ふくべ稲荷」を勧請したことが由緒とされている。 現在の本殿は、慶応2年（1866年）に建てられたものである。
神社本殿の背後にある小丘は、通称「瓢箪山古墳」とよばれる、古墳時代後期・6世紀末ごろに作られた双円墳で、北側を大塚（狐塚）、南側を鬼塚と呼ぶ。山畑古墳群の中で最大・最古のもの。 そのヒョウタンに似た形状から、古墳および一帯の地名が「瓢箪山」と呼ばれるようになった。
宮司は代々山畑家。

### 辻占
江戸時代から近くの東高野街道において辻占いの風習があったが、明治時代初めごろに宮司が「辻占」を創始し、「淡路島かよふ千鳥の河内ひょうたん山恋の辻占」として日本全国に知られるようになった。

## 祭神
- 主祭神 - 保食大神

## 境内
- 本殿 - 慶応2年（1866年）再建。
- 拝殿
- 花草神社 - 祭神：素戔嗚尊。牛頭天王社とも呼ばれる。氏神社。
- 戸川神社 - 祭神：保食大神。本殿裏側の墳丘上にある境内社。
- 三柱神社 - 祭神：天照大御神、月夜見命、素戔嗚尊。拝殿北側にある。
- 宮比神社 - 祭神：天宇受売命
- 菅原神社 - 祭神：菅原道真
- 水分神社 - 祭神：水分大神
- 社務所
- 瓢箪山古墳 - 古墳時代後期に造られた双円墳。山畑古墳群の中で最大・最古のもの。

## 交通
- 近鉄奈良線 瓢箪山駅から徒歩（南側の商店街アーケード南端の辻を東へ）約5分。